# Aigle du meilleur acteur
L'Aigle du meilleur acteur dans un rôle principal est un des principaux prix des Récompenses cinématographiques polonaises: Orły. Il attribué chaque année par l'Académie du cinéma de Pologne depuis 1999 (pour l'année 1998).
Deux acteurs ont été récompensés plusieurs fois:
Robert Więckiewicz a été récompensé à 3 reprises (2007, 2010 et 2011) et Zbigniew Zamachowski par deux fois (2001, 2003).
L'acteur ayant été le plus souvent nommé à ce prix est Marek Kondrat avec 5 nominations, suivi par Janusz Gajos avec 4 nominations, puis Jerzy Stuhr et Michał Żebrowski avec 3 nominations.
Lauréats des Aigles du cinéma polonais dans la catégorie meilleur acteur dans un rôle principal:

## Récompenses par année
| Année                   | Lauréat - Film - Rôle                                                                                  |
| ----------------------- | --- |
| 1re cérémonie pour 1998 | Olaf Lubaszenko - Zabić Sekala - Jan Baran                                                             |
| 2e cérémonie pour 1999  | Robert Gonera (pl) − Dług - Adam Borecki                                                               |
| 3e cérémonie pour 2000  | Zbigniew Zapasiewicz − La vie est une maladie mortelle qui se transmet par voie sexuelle - Tomasz Berg |
| 4e cérémonie pour 2001  | Zbigniew Zamachowski − Cześć Tereska - Edzio                                                           |
| 5e cérémonie pour 2002  | Marek Kondrat − Dzień świra - Adaś Miauczyński (pl)                                                    |
| 6e cérémonie pour 2003  | Zbigniew Zamachowski − Les Yeux entr'ouverts - Jasiek                                                  |
| 7e cérémonie pour 2004  | Marian Dziędziel − La Noce - Wiesław Wojnar                                                            |
| 8e cérémonie pour 2005  | Andrzej Chyra − Komornik - Lucjan Bohme                                                                |
| 9e cérémonie pour 2006  | Janusz Gajos − Jasminum - Frère Zdrówko                                                                |
| 10e cérémonie pour 2007 | Robert Więckiewicz − Wszystko będzie dobrze - Andrzej                                                  |
| 11e cérémonie pour 2008 | Krzysztof Stroiński (pl) − Scratch - Jan                                                               |
| 12e cérémonie pour 2009 | Borys Szyc − Wojna polsko-ruska - Andrzej Robakiewicz                                                  |
| 13e cérémonie pour 2010 | Robert Więckiewicz − Różyczka - Roman Rożek                                                            |
| 14e cérémonie pour 2011 | Robert Więckiewicz − Sous la ville - Leopold Socha                                                     |
| 15e cérémonie pour 2012 | Maciej Stuhr − Pokłosie (pl) - Józek Kalina                                                            |
| 16e cérémonie pour 2013 | Dawid Ogrodnik − La vie est belle - Mateusz Rosiński                                                   |
| 17e cérémonie pour 2014 | Tomasz Kot − Bogowie - Zbigniew Religa                                                                 |
| 18e cérémonie pour 2015 | Janusz Gajos − Układ zamknięty (pl) - Andrzej Kostrzewa                                                |